# Rafael María de Aguilar
Rafael María de Aguilar y Ponce de León (17?? – 8 augustus 1806) was Spaans militair officier, koloniaal bestuurder en ridder in de Orde van Alcántara. Aguilar was van 1 september 1793 tot 7 augustus 1806 gouverneur-generaal van de Filipijnen. Aguilar, die bekendstond als een energiek en onvermoeibaar, is daarmee langst dienende gouverneur-generaal uit de geschiedenis van de Filipijnen..
Aguilar versterkte tijdens zijn termijn als gouverneur-generaal na het uitbreken van een nieuwe oorlog tussen Spanje en Engeland de verdediging van Manilla en Cavite anticiperend op een mogelijke Engelse invasie. Ook riep Filipino’s op om te dienen in het leger. Een leger van ongeveer 10.000 Spanjaarden en Filipino’s werd op de been gebracht en gestationeerd rondom de hoofdstad. Ook versterkte hi de muren van de stad en liet huizen die een belemmering vormden slopen. Ook versterkte hij de lokale marine en vestigde een marinebasis op Corregidor aan het begin van de Baai van Manilla. Een Engelse invasie bleef uit daarop uit, maar er waren in de loop der jaren wel enkele Engelse aanvallen in het zuiden van de Filipijnen. Zo vielen op 21 september 1798 twee Engelse schepen het Spaanse fort in Zamboanga aan. Deze aanval werd echter afgeslagen. Ook in 1804 en 1805 waren er enkele pogingen van Engelse schepen om dorpen aan de kust van Mindanao in te nemen. Ook die aanvallen werden echter afgeslagen.
Daarnaast liet Aguilar diverse publieke werken uitvoeren. Zo liet hij een hoofdweg van Manilla naar Cavite aanleggen, bracht verlichting aan in de straten van de hoofdstad, liet verharde trottoirs aanleggen en reorganiseerde de lokale politie. Verder stimuleerde hij de lokale industrie. Ook tijdens de termijn van Aguilar werden de Spanjaarden geteisterd door aanvallen van de moro’s (moslims) uit het zuiden van het land. In 1794 liet hij een scheepswerf bouwen in Binondo (Manilla) met als hoofddoel de bouw van boten die gebruikt konden worden in strijd tegen de moro’s.. Deze maatregel en de jarenlange aanwezigheid van een vloot Spaanse schepen onder leiding van .. konden echter niet voorkomen dat de moro's hun aanvallen bleven voortzetten.
Aguilar werd op 7 augustus 1806, wegens ernstige gezondheidsproblemen, ad interim opgevolgd door Mariano Fernandez de Folgueras. De dag daarop stierf hij.